# Comunità ebraica di Vitorchiano
La presenza di una piccola comunità ebraica a Vitorchiano, nel periodo precedente ai decreti di espulsione della fine del XVI secolo, è attestata in documenti di archivio (dove si parla della presenza di una sinagoga) e dalla toponomastica casa del rabbino conservatasi per un edificio in via Ugolini.